# Список наград и номинаций фильма «Достать ножи: Стеклянная луковица»
«Доста́ть ножи́: Стекля́нная лу́ковица» (англ. Glass Onion: A Knives Out Mystery) — американский детективный фильм от сценариста и режиссёра Райана Джонсона и продюсеров Джонсона и Рэма Бергмана. Самостоятельный сиквел фильма «Достать ножи» (2019), в котором Дэниел Крейг вернулся к роли частного детектива Бенуа Бланка, берущегося за расследование нового дела, в котором на сей раз замешаны технолог-миллиардер Майлз Брон (Эдвард Нортон) и его старые друзья. В фильме также снимались Жанель Монэ, Кэтрин Хан, Лесли Одом-младший, Джессика Хенвик, Мэдлин Клайн, Кейт Хадсон и Дэйв Батиста.
Мировая премьера фильма «Достать ножи: Стеклянная луковица» состоялась 10 сентября 2022 года на 47-м Международном кинофестивале в Торонто. 23 декабря он стал доступен на стриминговом сервисе, Netflix, а за месяц до того, 23 ноября, был выпущен в ограниченный прокат. При производственном бюджете в $40 млн «Стеклянная луковица» собрала $15 млн. На сайте-агрегаторе рецензий Rotten Tomatoes фильм имеет рейтинг 92 %, основанный на 389 отзывах.
Проект получил множество различных наград и номинаций, в частности признания удостоились режиссура Джонсона, актёрская игра (в особенности Монэ) и сценарий. «Стеклянная луковица» была номинирована на премию «Оскар» в категории «Лучший адаптированный сценарий». Также фильм удостоился пяти номинаций на премию «Выбор критиков» (победив в двух — «Лучшая комедия» и «Лучший актёрский состав») и двух — на «Золотой глобус» («Лучший фильм — комедия или мюзикл» и «Лучший актёр — комедия или мюзикл»). Кроме того, Национальный совет кинокритиков США включил «Стеклянную луковицу» в свой список десяти лучших фильмов 2022 года.

## Награды и номинации
| Награда                                                                       | Дата вручения    | Категория                                                             | Номинанты и получатели                                         | Результат     | П.            |
| ----------------------------------------------------------------------------- | ---------------- | --------------------------------------------------------------------- | -------------------------------------------------------------- | ------------- | ------------- |
| Международная премия AACTA                                                    | 24 февраля 2023  | «Лучший сценарий»                                                     | Райан Джонсон                                                  | Номинация     | [ 9 ] [ 10 ]  |
| «Оскар»                                                                       | 12 марта 2023    | «Лучший адаптированный сценарий»                                      | Райан Джонсон                                                  | Номинация     | [ 11 ]        |
| Премия Ассоциации афроамериканских кинокритиков                               | 1 марта 2023     | «Десять лучших фильмов года»                                          | «Достать ножи: Стеклянная луковица»                            | Пятое место   | [ 12 ]        |
| Премия Ассоциации афроамериканских кинокритиков                               | 1 марта 2023     | «Лучший сценарий»                                                     | Райан Джонсон                                                  | Победа        | [ 13 ]        |
| Премия Ассоциации афроамериканских кинокритиков                               | 1 марта 2023     | «Лучший актёрский состав»                                             | «Достать ножи: Стеклянная луковица»                            | Победа        | [ 13 ]        |
| Альянс женщин-киножурналистов                                                 | 5 января 2023    | «Лучшая актриса второго плана»                                        | Жанель Монэ                                                    | Номинация     | [ 14 ] [ 15 ] |
| Альянс женщин-киножурналистов                                                 | 5 января 2023    | «Лучший адаптированный сценарий»                                      | Райан Джонсон                                                  | Номинация     | [ 14 ] [ 15 ] |
| Премия Американской ассоциации монтажёров                                     | 5 марта 2023     | «Лучший монтаж фильма — комедия»                                      | Боб Дюксе                                                      | Номинация     | [ 16 ]        |
| Премия Гильдии художников-постановщиков США                                   | 18 февраля 2023  | «Лучшая работа художника-постановщика в современном фильме»           | Рик Хайнрикс                                                   | Победа        | [ 17 ]        |
| Artios Awards                                                                 | 9 марта 2023     | «Большой бюджет — комедия»                                            | Мэри Вернье и Брет Хоуи                                        | Номинация     | [ 18 ]        |
| Премия ASCAP                                                                  | 15 мая 2023      | «Саундтрек года»                                                      | Нэйтан Джонсон                                                 | Номинация     | [ 19 ] [ 20 ] |
| Премия Ассоциации кинокритиков Остина                                         | 10 января 2023   | «Лучшая актриса второго плана»                                        | Жанель Монэ                                                    | Номинация     | [ 21 ] [ 22 ] |
| Премия Ассоциации кинокритиков Остина                                         | 10 января 2023   | «Лучший адаптированный сценарий»                                      | Райан Джонсон                                                  | Победа        | [ 21 ] [ 22 ] |
| Премия Ассоциации кинокритиков Остина                                         | 10 января 2023   | «Лучший монтаж»                                                       | Боб Дюксе                                                      | Номинация     | [ 21 ] [ 22 ] |
| Премия Ассоциации кинокритиков Остина                                         | 10 января 2023   | «Лучший актёрский состав»                                             | «Достать ножи: Стеклянная луковица»                            | Номинация     | [ 21 ] [ 22 ] |
| Black Reel Awards                                                             | 6 февраля 2023   | «Лучшая актриса второго плана»                                        | Жанель Монэ                                                    | Номинация     | [ 23 ] [ 24 ] |
| Международный кинофестиваль Capri Hollywood                                   | 4 января 2023    | «Лучший адаптированный сценарий»                                      | Райан Джонсон                                                  | Победа        | [ 25 ] [ 26 ] |
| Международный кинофестиваль Capri Hollywood                                   | 4 января 2023    | «Лучший актёрский состав»                                             | «Достать ножи: Стеклянная луковица»                            | Победа        | [ 25 ] [ 26 ] |
| Премия Ассоциации кинокритиков Чикаго                                         | 14 декабря 2022  | «Лучшая актриса второго плана»                                        | Жанель Монэ                                                    | Номинация     | [ 27 ] [ 28 ] |
| Премия Ассоциации кинокритиков Чикаго                                         | 14 декабря 2022  | «Лучший адаптированный сценарий»                                      | Райан Джонсон                                                  | Номинация     | [ 27 ] [ 28 ] |
| Премия Ассоциации кинокритиков Чикаго                                         | 14 декабря 2022  | «Лучшая работа художника-постановщика»                                | «Достать ножи: Стеклянная луковица»                            | Номинация     | [ 27 ] [ 28 ] |
| Премия Гильдии художников по костюмам                                         | 27 февраля 2023  | «Лучшие костюмы в современном фильме»                                 | Дженни Иган                                                    | Номинация     | [ 29 ]        |
| «Выбор критиков»                                                              | 15 января 2023   | «Лучший фильм»                                                        | «Достать ножи: Стеклянная луковица»                            | Номинация     | [ 30 ]        |
| «Выбор критиков»                                                              | 15 января 2023   | «Лучшая комедия»                                                      | «Достать ножи: Стеклянная луковица»                            | Победа        | [ 30 ]        |
| «Выбор критиков»                                                              | 15 января 2023   | «Лучший адаптированный сценарий»                                      | Райан Джонсон                                                  | Номинация     | [ 30 ]        |
| «Выбор критиков»                                                              | 15 января 2023   | «Лучшая актриса второго плана»                                        | Жанель Монэ                                                    | Номинация     | [ 30 ]        |
| «Выбор критиков»                                                              | 15 января 2023   | «Лучший дизайн костюмов»                                              | Дженни Иган                                                    | Номинация     | [ 30 ]        |
| «Выбор критиков»                                                              | 15 января 2023   | «Лучший актёрский состав»                                             | «Достать ножи: Стеклянная луковица»                            | Победа        | [ 30 ]        |
| Премия Ассоциации кинокритиков Далласа и Форт-Уэрта                           | 19 декабря 2022  | «Лучшая актриса второго плана»                                        | Жанель Монэ                                                    | Пятое место   | [ 31 ]        |
| Премия Дориана                                                                | 23 февраля 2023  | «Лучшая роль второго плана»                                           | Жанель Монэ                                                    | Номинация     | [ 32 ]        |
| Премия Дориана                                                                | 23 февраля 2023  | «Самый манерный фильм года»                                           | «Достать ножи: Стеклянная луковица»                            | Номинация     | [ 32 ]        |
| Премия Общества кинокритиков Дублина                                          | 15 декабря 2022  | «Лучший сценарий»                                                     | Райан Джонсон                                                  | Девятое место | [ 33 ]        |
| Премия Общества кинокритиков Флориды                                          | 22 декабря 2022  | «Лучший адаптированный сценарий»                                      | Райан Джонсон                                                  | Номинация     | [ 34 ] [ 35 ] |
| Премия Ассоциации кинокритиков Джорджии                                       | 13 января 2023   | «Лучший фильм»                                                        | «Достать ножи: Стеклянная луковица»                            | Номинация     | [ 36 ] [ 37 ] |
| Премия Ассоциации кинокритиков Джорджии                                       | 13 января 2023   | «Лучшая актриса второго плана»                                        | Жанель Монэ                                                    | Второе место  | [ 36 ] [ 37 ] |
| Премия Ассоциации кинокритиков Джорджии                                       | 13 января 2023   | «Лучший адаптированный сценарий»                                      | Райан Джонсон                                                  | Победа        | [ 36 ] [ 37 ] |
| Премия Ассоциации кинокритиков Джорджии                                       | 13 января 2023   | «Лучший актёрский состав»                                             | «Достать ножи: Стеклянная луковица»                            | Победа        | [ 36 ] [ 37 ] |
| «Золотой глобус»                                                              | 10 января 2023   | «Лучший фильм — комедия или мюзикл»                                   | «Достать ножи: Стеклянная луковица»                            | Номинация     | [ 38 ]        |
| «Золотой глобус»                                                              | 10 января 2023   | «Лучший актёр — комедия или мюзикл»                                   | Дэниел Крейг                                                   | Номинация     | [ 38 ]        |
| «Золотой трейлер»                                                             | 29 июня 2023     | «Самый оригинальный трейлер»                                          | «Puzzle» (MOTIVE)                                              | Номинация     | [ 39 ] [ 40 ] |
| «Золотой трейлер»                                                             | 29 июня 2023     | «Приз имени Дона Лафонтейна за лучшую озвучку»                        | «Puzzle» (MOTIVE)                                              | Победа        | [ 39 ] [ 40 ] |
| «Золотой трейлер»                                                             | 29 июня 2023     | «Лучший монтаж звука»                                                 | «Puzzle» (MOTIVE)                                              | Номинация     | [ 39 ] [ 40 ] |
| «Золотой трейлер»                                                             | 29 июня 2023     | «Лучшая оригинальная музыка»                                          | «Puzzle» (MOTIVE)                                              | Победа        | [ 39 ] [ 40 ] |
| «Золотой трейлер»                                                             | 29 июня 2023     | «Лучшая графика в движении / титрах»                                  | «Puzzle» (MOTIVE)                                              | Победа        | [ 39 ] [ 40 ] |
| «Золотой трейлер»                                                             | 29 июня 2023     | «Лучший комедийный ТВ-ролик (полнометражный фильм)»                   | «Raise Your Glass» (MOTIVE)                                    | Номинация     | [ 39 ] [ 40 ] |
| «Золотой трейлер»                                                             | 29 июня 2023     | «Лучшая вирусная рекламная кампания полнометражного фильма»           | «Достать ножи: Стеклянная луковица» (MOTIVE)                   | Номинация     | [ 39 ] [ 40 ] |
| Премия Гильдии музыкальных супервайзеров                                      | 5 марта 2023     | «Лучший контроль сведения музыки в фильме с бюджетом $25 млн и более» | Джули Глейз Хулигэн                                            | Номинация     | [ 41 ]        |
| Премия Гильдии музыкальных супервайзеров                                      | 5 марта 2023     | «Лучший контроль сведения музыки в трейлере — кинофильм»              | Синери Самундра и Грегори Суини за «Официальный тизер-трейлер» | Номинация     | [ 41 ]        |
| Премия Ассоциации кинокритиков Голливуда                                      | 24 февраля 2023  | «Лучший актёрский состав»                                             | «Достать ножи: Стеклянная луковица»                            | Номинация     | [ 42 ] [ 43 ] |
| Премия Ассоциации кинокритиков Голливуда                                      | 24 февраля 2023  | «Лучший адаптированный сценарий»                                      | Райан Джонсон                                                  | Номинация     | [ 42 ] [ 43 ] |
| Премия Ассоциации кинокритиков Голливуда                                      | 24 февраля 2023  | «Лучшая комедия»                                                      | «Достать ножи: Стеклянная луковица»                            | Победа        | [ 42 ] [ 43 ] |
| Премия Ассоциации кинокритиков Голливуда в области изобразительного искусства | 24 февраля 2023  | «Лучшая работа кастинг-директора»                                     | Мэри Вернье и Брет Хоуи                                        | Победа        | [ 42 ] [ 43 ] |
| Премия Ассоциации кинокритиков Голливуда в области изобразительного искусства | 24 февраля 2023  | «Лучший монтаж»                                                       | Боб Дюксе                                                      | Номинация     | [ 42 ] [ 43 ] |
| Премия Общества кинокритиков Хьюстона                                         | 18 февраля 2023  | «Лучшая актриса второго плана                                         | Жанель Монэ                                                    | Номинация     | [ 44 ] [ 45 ] |
| Премия Общества кинокритиков Хьюстона                                         | 18 февраля 2023  | «Лучший актёрский состав»                                             | «Достать ножи: Стеклянная луковица»                            | Номинация     | [ 44 ] [ 45 ] |
| Премия публицистов МГК                                                        | 10 марта 2023    | «Приз Максвелла Вайнберга»                                            | «Достать ножи: Стеклянная луковица»                            | Номинация     | [ 46 ] [ 47 ] |
| Премия Международной ассоциации музыкальных кинокритиков                      | 23 февраля 2023  | «Лучшая музыка к комедийному фильму»                                  | Нэйтан Джонсон                                                 | Победа        | [ 48 ] [ 49 ] |
| Премия Гильдии менеджеров по локациям                                         | 26 августа 2023  | «Лучшие локации в современном фильме»                                 | «Достать ножи: Стеклянная луковица»                            | Номинация     | [ 50 ]        |
| Премия Гильдии визажистов и парикмахеров-стилистов                            | 11 февраля 2023  | «Лучшие современные причёски в полнометражном фильме»                 | Джереми Вудхэд, Трейси Смит и Лесли Д. Беннетт                 | Номинация     | [ 51 ]        |
| Международный кинофестиваль в Майами                                          | 3 ноября 2022    | «Приз за лучший актёрский состав»                                     | «Достать ножи: Стеклянная луковица»                            | Победа        | [ 52 ]        |
| NAACP Image                                                                   | 25 февраля 2023  | «Лучшая актриса второго плана — кинофильм»                            | Жанель Монэ                                                    | Номинация     | [ 53 ]        |
| Премия Национального совета кинокритиков США                                  | 8 декабря 2022   | «Десять лучших фильмов»                                               | «Достать ножи: Стеклянная луковица»                            | Победа        | [ 54 ]        |
| Премия Национального совета кинокритиков США                                  | 8 декабря 2022   | «Лучшая актриса второго плана»                                        | Жанель Монэ                                                    | Победа        | [ 54 ]        |
| Премия Общества онлайн-кинокритиков Нью-Йорка                                 | 8 декабря 2022   | «Лучший актёрский состав»                                             | «Достать ножи: Стеклянная луковица»                            | Победа        | [ 55 ]        |
| Премия Общества онлайн-кинокритиков                                           | 23 января 2023   | «Лучший адаптированный сценарий»                                      | Райан Джонсон                                                  | Победа        | [ 56 ]        |
| Премия Гильдии продюсеров США                                                 | 25 февраля 2023  | «Лучший театральный фильм»                                            | «Достать ножи: Стеклянная луковица»                            | Номинация     | [ 57 ] [ 58 ] |
| Премия Общества кинокритиков Сан-Диего                                        | 6 января 2023    | «Лучший комедийный актёр»                                             | Дэниел Крейг                                                   | Второе место  | [ 59 ] [ 60 ] |
| Премия Общества кинокритиков Сан-Диего                                        | 6 января 2023    | «Лучший актёрский ансамбль»                                           | «Достать ножи: Стеклянная луковица»                            | Номинация     | [ 59 ] [ 60 ] |
| Премия Общества кинокритиков Сан-Диего                                        | 6 января 2023    | «Лучшая работа художника-постановщика»                                | Рик Хайнрикс                                                   | Номинация     | [ 59 ] [ 60 ] |
| Премия Общества кинокритиков Сан-Диего                                        | 6 января 2023    | «Особый приз за несколько работ»                                      | Итан Хоук                                                      | Номинация     | [ 59 ] [ 60 ] |
| Премия Общества кинокритиков залива Сан-Франциско                             | 9 января 2023    | «Лучший адаптированный сценарий»                                      | Райан Джонсон                                                  | Номинация     | [ 61 ] [ 62 ] |
| Премия Общества кинокритиков залива Сан-Франциско                             | 9 января 2023    | «Лучшая работа художника-постановщика»                                | Рик Хайнрикс и Элли Грифф                                      | Номинация     | [ 61 ] [ 62 ] |
| «Спутник»                                                                     | 3 марта 2023     | «Лучший фильм — комедия или мюзикл»                                   | «Достать ножи: Стеклянная луковица»                            | Номинация     | [ 63 ] [ 64 ] |
| «Спутник»                                                                     | 3 марта 2023     | «Лучший актёр — комедия или мюзикл»                                   | Дэниел Крейг                                                   | Номинация     | [ 63 ] [ 64 ] |
| «Спутник»                                                                     | 3 марта 2023     | «Лучшая актриса — комедия или мюзикл»                                 | Жанель Монэ                                                    | Номинация     | [ 63 ] [ 64 ] |
| «Спутник»                                                                     | 3 марта 2023     | «Лучший адаптированный сценарий»                                      | Райан Джонсон                                                  | Номинация     | [ 63 ] [ 64 ] |
| «Спутник»                                                                     | 3 марта 2023     | «Лучший актёрский состав»                                             | «Достать ножи: Стеклянная луковица»                            | Победа        | [ 63 ] [ 64 ] |
| «Сатурн»                                                                      | 4 февраля 2024   | «Лучший триллер»                                                      | «Достать ножи: Стеклянная луковица»                            | Номинация     | [ 65 ]        |
| Премия Общества кинокритиков Сиэтла                                           | 17 января 2023   | «Лучший фильм»                                                        | «Достать ножи: Стеклянная луковица»                            | Номинация     | [ 66 ] [ 67 ] |
| Премия Общества кинокритиков Сиэтла                                           | 17 января 2023   | «Лучшая актриса второго плана»                                        | Жанель Монэ                                                    | Номинация     | [ 66 ] [ 67 ] |
| Премия Общества кинокритиков Сиэтла                                           | 17 января 2023   | «Лучший сценарий»                                                     | Райан Джонсон                                                  | Номинация     | [ 66 ] [ 67 ] |
| Премия Общества кинокритиков Сиэтла                                           | 17 января 2023   | «Лучший актёрский состав»                                             | Брет Хоуи и Мэри Вернье                                        | Победа        | [ 66 ] [ 67 ] |
| Премия Общества художников-декораторов США                                    | 14 февраля 2023  | «Лучшая работа художника-декоратора в современном фильме»             | Элли Грифф и Рик Хайнрикс                                      | Номинация     | [ 68 ] [ 69 ] |
| Премия Ассоциации кинокритиков Сент-Луиса                                     | 18 декабря 2022  | «Лучший комедийный фильм»                                             | «Достать ножи: Стеклянная луковица»                            | Второе место  | [ 70 ] [ 71 ] |
| Премия Ассоциации кинокритиков Сент-Луиса                                     | 18 декабря 2022  | «Лучший актёр»                                                        | Дэниел Крейг                                                   | Номинация     | [ 70 ] [ 71 ] |
| Премия Ассоциации кинокритиков Сент-Луиса                                     | 18 декабря 2022  | «Лучшая актриса второго плана»                                        | Жанель Монэ                                                    | Второе место  | [ 70 ] [ 71 ] |
| Премия Ассоциации кинокритиков Сент-Луиса                                     | 18 декабря 2022  | «Лучший адаптированный сценарий»                                      | Райан Джонсон                                                  | Номинация     | [ 70 ] [ 71 ] |
| Премия Ассоциации кинокритиков Сент-Луиса                                     | 18 декабря 2022  | «Лучшая работа художника-постановщика»                                | Рик Хайнрикс                                                   | Второе место  | [ 70 ] [ 71 ] |
| Премия Ассоциации кинокритиков Сент-Луиса                                     | 18 декабря 2022  | «Лучший актёрский состав»                                             | «Достать ножи: Стеклянная луковица»                            | Второе место  | [ 70 ] [ 71 ] |
| Кинофестиваль в Торонто                                                       | 18 сентября 2022 | «Приз зрительских симпатий»                                           | «Достать ножи: Стеклянная луковица»                            | Третье место  | [ 72 ]        |
| Премия Общества кинокритиков Ванкувера                                        | 13 февраля 2023  | «Лучшая актриса второго плана»                                        | Жанель Монэ                                                    | Номинация     | [ 73 ] [ 74 ] |
| Премия Ассоциации кинокритиков Вашингтона                                     | 12 декабря 2022  | «Лучшая актриса второго плана»                                        | Жанель Монэ                                                    | Номинация     | [ 75 ]        |
| Премия Ассоциации кинокритиков Вашингтона                                     | 12 декабря 2022  | «Лучший адаптированный сценарий»                                      | Райан Джонсон                                                  | Победа        | [ 75 ]        |
| Премия Ассоциации кинокритиков Вашингтона                                     | 12 декабря 2022  | «Лучшая работа художника-постановщика»                                | Рик Хайнрикс и Элли Грифф                                      | Номинация     | [ 75 ]        |
| Премия Ассоциации кинокритиков Вашингтона                                     | 12 декабря 2022  | «Лучший актёрский состав»                                             | «Достать ножи: Стеклянная луковица»                            | Победа        | [ 75 ]        |
| Премия Гильдии сценаристов США                                                | 5 марта 2023     | «Лучший адаптированный сценарий»                                      | Райан Джонсон                                                  | Номинация     | [ 76 ]        |

## Комментарии
1. ↑  Разделено с фильмом «Освобождение» (2022).
2. ↑  У данной кинопремии нет одного конкретного лауреата, учитываются все попавшие в список фильмы.
3. ↑  Также номинировался за роли в фильмах «Чёрный телефон» (2022), «Варяг» (2022) и «Рэймонд и Рэй[англ.]» (2022).